# 小高早紀
小高 早紀（おだか さき、1983年（昭和58年）3月18日 - ）は、日本の元女優、元タレント。千葉県出身。血液型はAB型、星座はうお座。かつてワン・ステップ・ミュージックに所属していた。

## 来歴
- 1998年『美少女H』（フジテレビ）でドラマデビュー。
- 1998年『UP to boy』で、第29代ミスアップグランプリ受賞。
- 3年B組金八先生の桜田友子役で一躍有名になる。
- 2008年7月29日を以って芸能界を引退した。
- 芸能界を離れて以降の動向は不明だったが、現在はアクセサリーデザイナーになっている事が書かれており[1]、また既婚者でもあることが判明[2]。
- 2019年に、武田鉄矢の古希の誕生日会に出席した。

## 人物
- 堀越高等学校卒業。
- 3サイズはB73,W58,H80
- 好きな学科は英語を挙げており、 嫌いな学科に数学を挙げている。
- 好きな芸能人は中山美穂、深津絵里
- 趣味・特技はショッピング、お菓子作り

### エピソード
- 『3年B組金八先生』にて、桜田が金八にビンタを食らわすシーンがあるが、当シーンは自身のアドリブであったという。

## 主な出演作品

### テレビドラマ
- 美少女H（フジテレビ 1998年）
- 美少女H2（フジテレビ 1998年）
- ナオミ（フジテレビ 1999年）風見章子役
- 3年B組金八先生（TBS） - 桜田友子役
  - 第5シリーズ（1999年〜2000年）
  - スペシャル10「お前死んだらオレ泣くぞ・3B1年ぶり大集合」（2001年）
  - 第6シリーズ（2001年）
  - 第7シリーズ第5話「踊れ魂のソーラン」（2004年）
  - 3年B組金八先生ファイナル〜「最後の贈る言葉」（2011年）
- あぶない放課後（テレビ朝日 1999年） ※第2話のみ
- 新・天までとどけ2（TBS 2001年）
- 天までとどけ3（TBS 2002年）
- 三匹が斬る! 第3話「対決!!三匹ＶＳ女三匹!!旅一座!美人姉妹の裏稼業!?」（テレビ朝日 2002年）あざみ役
- ヤンキー母校に帰る（TBS 2003年）貴船千晴役
- 天罰屋くれない 闇の始末帖 第8話「悲しき10代の反抗! 殺しの罠と母の着物…」（テレビ朝日 2003年）おまつ役
- 水戸黄門 第32部 第17話「老公を叱った娘漁師・磐城」（TBS 2003年）お久美役
- 火曜サスペンス劇場（日本テレビ）
  - 京都金沢わらべ唄殺人事件（2002年3月5日）伊藤美和役
  - 震える手（2003年9月30日）田山美里役

### CM
- カルビー ポテトチップスミドルサイズ（1999年）
- たらみ フルーツ&ムース（2001年）